# Helten fra Arizona
Helten fra Arizona er en amerikansk stumfilm fra 1922 af Lambert Hillyer.

## Medvirkende
- William S. Hart som J.B.
- James Farley som Dandy Dan McGee
- Ethel Grey Terry som Susan Morton
- Brinsley Shaw som Hi Morton
- Mary Jane Irving som Mary Jane Morton
- Bob Kortman som Gila
- Willis Marks som Haskins